# مکنباخ
مکنباخ (به آلمانی: Meckenbach) یک شهر در آلمان است که در باد کرویتسناخ واقع شده‌است.